# Corozal (Schiff)
Die Corozal war ein im Jahr 1911 im britischen Renfrew (Clyde) vom Stapel gelaufener Eimerketten-Dampfbagger. Es war zu seiner Zeit das leistungsfähigste Arbeitsschiff dieser Art und diente in der späten Phase des Baus des Panamakanals (1904 bis 1914).

## Geschichte
Die mit dem Bau des Panamakanals befassten staatlichen amerikanischen Stellen schrieben für Arbeiten am Kanal die Beschaffung eines leistungsstarken Baggerschiffs aus. Das deutlich günstigste Angebot legte die Simons Werft in Renfrew vor. Das Werftangebot lag preislich um die Hälfte günstiger als ein Anbieter aus San Francisco.
Die Corozal hatte die Aufgabe, die rund 34 Baggerschiffe zu führen, die auf dem Culebra Cut arbeiteten, einem schwierigen Abschnitt des Kanals, der anfällig für Erdrutsche war. Nachdem die Durchfahrt bei Culebra als letztes Stück des Kanals im Dezember 1913 fertiggestellt wurde, war die Corozal das erste Schiff, das diese durchquerte.
Die Corozal wurde vor Ablieferung unter Aufsicht von Vertretern der amerikanischen Regierung strengen Tests unterzogen. Zunächst baggerte sie Sand und Schlamm vom Grund des Gare Lochs vor Helensburgh. Nach Austausch der Schaufeln ging der Bagger nach Belfast, um im harten Tongestein des Musgrave-Kanals getestet zu werden. Schließlich lief sie rund um Südamerika zum pazifischen Ende des Panamakanals.
Im Paisley Museum wurde Ende des Jahres 2021 ein Modell des Baggerschiffs wiedergefunden, um das herum bei der Neueröffnung des renovierten Museums im Jahr 2023 eine größere Ausstellung, in der vor allem der damalige Industriestandort thematisiert wird, stattfindet.

## Technik
Das Schiff verfügte über eine Kette von 50 großen, eimerartigen Behältern mit einem Volumen von jeweils 1,50 Kubikmetern, die bis zu einer Tiefe von 15 Metern Erdreich und Gestein aus dem Grund hoben. Das Gewicht nur dieser Baggeranlage betrug 240 Tonnen. An Bug und Heck der Corozal befanden sich Dampfmanövrierwinden, mit denen die Festmacherketten je nach Bedarf unabhängig voneinander oder gleichzeitig geholt oder gefiert werden konnten. Für die Verladung des Baggerguts in den schiffseigenen Bunker waren Schächte vorhanden und für die Übergabe des Baggerguts auf längsseits liegende Kähne gab es Schütten nach außenbords, die über eigene Dampfmaschinen zur Steuerung über ein Hydraulikgetriebe verfügten.